# Confeitaria Colombo

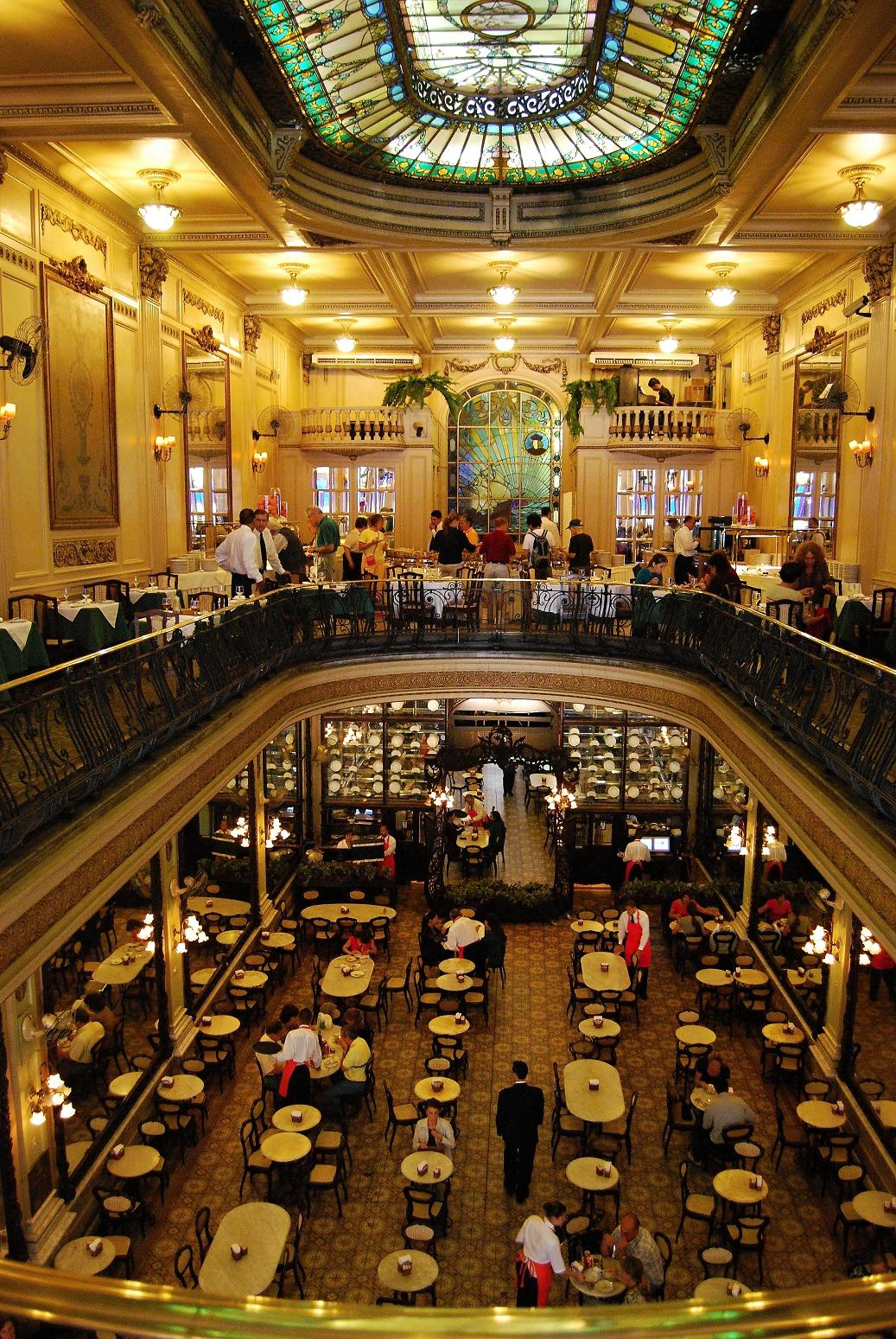
Confeitaria Colombo

Confeitaria Colombo is een koffiegelegenheid die reeds in 1894 geopend in de wijk Centro in de Braziliaanse stad Rio de Janeiro. De gelegenheid werd opgezet door twee Portugese immigranten die zich hadden laten inspireren door de Europese koffiehuizen. Het café werd ingericht naar de stijl van de belle époque en art nouveau. In 1922 werd de gelegenheid uitgebreid met een extra verdieping die voor de thee bedoeld was en het dak werd uitgerust met een raam van gebrandschilderd glas.